# Полдарса (деревня)
Полдарса — деревня в Великоустюгском районе Вологодской области.
Входит в состав Опокского сельского поселения, с точки зрения административно-территориального деления — в Опокский сельсовет.
Расстояние до районного центра Великого Устюга по автодороге — 65 км, до центра муниципального образования Полдарсы по прямой — 0,9 км. Ближайшие населённые пункты — Никулино, Полдарса, Белая.
По переписи 2002 года население — 76 человек (32 мужчины, 44 женщины). Всё население — русские.